# Marko Reikop
Marko Reikop (ur. 19 czerwca 1969 w Tallinn) – estoński prezenter telewizjny.

## Życiorys
Od 1991 wspólpracuje z estońskim nadawcą publicznym Eesti Rahvusringhääling (ERR). Od 1998 jest regularnym komentatorem Konkursu Piosenki Eurowizji w Estonii.
Od 2009 prowadzi codzienny talk-show Ringvaade.
W 2018 został oznaczony przez prezydenta Orderem Gwiazdy Białej V klasy

## Życie prywatne
Jest gejem.